# Увек реци да
Увек реци да (енгл. Yes Man) амерички је филм из 2008. у режији Пејтона Рида. У главним улогама су Џим Кери, Зои Дешанел и Бредли Купер.

## Радња
Џим Кери глуми Карла Алена, човека који се уписује на програм самопомоћи заснован на једноставном принципу: буквално свему реци „да“. У почетку, моћ те речи трансформише Карлов живот на невероватне и неочекиване начине, али он убрзо открива да остварење живота бескрајним могућностима може имати и своје лоше стране.

## Улоге
| Глумац           | Улога         |
| ---------------- | ------------- |
| Џим Кери         | Карл Ален     |
| Зои Дешанел      | Елисон        |
| Бредли Купер     | Питер         |
| Џон Мајкл Хингис | Ник           |
| Рис Дарби        | Норман Стоукс |
| Дени Мастерсон   | Руни          |
| Фионула Фланаган | Тили          |
| Теренс Стамп     | Теренс Бандли |
| Саша Александер  | Луси Бернс    |
| Моли Симс        | Стефани       |
| Брент Бриско     | бескућник     |
| Роки Керол       | Вес           |
| Џон Котран       | Твид          |
| Спенсер Гарет    | Мултак        |
| Шон О’Брајан     | Тед           |